# Solitari gorja-rogenc
El solitari gorja-rogenc (Myadestes genibarbis) és un ocell de la família dels túrdids (Turdidae).

## Hàbitat i distribució
Habita els boscos de les muntanyes de les illes Antilles, a Jamaica, la Hispaniola, Dominica, Martinica, Saint Lucia i Saint Vincent.